# Samu Castillejo
Samuel „Samu“ Castillejo Azuaga (* 18. Januar 1995 in Barcelona) ist ein spanischer Fußballspieler. Der Flügelstürmer steht seit 2025 beim Johor Darul Ta’zim FC in der Malaysia Super League unter Vertrag.

## Karriere

### Verein
Castillejo begann seine Karriere 2004 bei Explanada FS und spielte in der Saison 2006/07 ein Jahr bei UD Mortadelo. 2007 wechselte er in die Jugend des FC Málaga. Dort kam er ab Sommer 2012 für Atlético Malagueño, die zweite Mannschaft Málagas zum Einsatz. Zur Saison 2014/15 rückte Castillejo zur ersten Mannschaft auf. Am 29. August 2014 debütierte er bei der 0:3-Niederlage beim FC Valencia in der Primera División, als er in der 63. Minute für Ricardo Horta eingewechselt wurde. Sein erstes Tor war zugleich der 1:0-Siegtreffer gegen den FC Valencia am 2. Februar 2015.
Zur Saison 2015/16 wechselte Castillejo zum FC Villarreal. Er unterschrieb einen Vertrag bis Juni 2020. Bereits 2018 wechselte er in die italienische Serie A. In seiner ersten Saison bei der AC Mailand kam er – meist als Einwechselspieler – zu 31 Einsätzen und erzielte dabei vier Tore.
2022 kehrte Castillejo nach Spanien zurück und erhielt einen Vertrag beim FC Valencia. Im September 2023 wurde er an die US Sassuolo Calcio verliehen. Ende August 2024 wurde das Arbeitsverhältnis zwischen Castillejo und dem FC Valencia vorzeitig beendet. Nachdem er fast ein halbes Jahr vereinslos war, nahm ihn am 27. Februar 2025 der schon feststehende Meister Johor Darul Ta’zim FC aus der Malaysia Super League unter Vertrag. 

### Nationalmannschaft
Castillejo spielte neunmal für die spanische U17-Nationalmannschaft. Am 26. März 2015 debütierte er beim 2:0-Sieg gegen Norwegen für die U21-Auswahl des spanischen Fußballverbandes.

## Erfolge
AC Mailand
- Italienischer Meister: 2022